# 约翰娜·费尔曼
约翰娜·费尔曼（瑞典語：Johanna Fällman，1990年6月21日—），瑞典女子冰球运动员。她曾代表瑞典国家队参加2018年和2022年冬季奥林匹克运动会冰球比赛，分别获得第七名和第八名。